# N-Space
n-Space was een Amerikaanse ontwikkelaar van computerspellen, die zich sinds 2001 voornamelijk richt op consoles van Nintendo, zoals de Wii en de DS. Het bedrijf werd opgericht in 1994, door Erick S. Dyke, Dan O'Leary, en Sean Purcell, die samen bij een bedrijf genaamd Martin Marietta’s Advanced Simulation Group gewerkt hadden. Sinds de oprichting heeft de studio gewerkt aan ports van verschillende vooraanstaande franchises, zoals Call of Duty en Star Wars.
In maart 2016 werd bekendgemaakt dat n-Space ermee gestopt is.